# Пейзаж у тумані
«Пейзаж у тумані» (англ. Τοπίο στην ομίχλη) — грецький драматичний фільм режисера і продюсера Тодороса Ангелопулоса. Кінострічка створена у 1988 році за сценарієм Тодороса Ангелопулоса, Танасіса Вальтіноса та Тоніноса Геррасу.

## Сюжет
Дівчинка-підліток Вула та її молодший брат Олександр кожного вечора прибігають на залізничну станцію перед відправленням поїзда до Німеччини, де, як їм розповідала мама, живе їхній батько. Але поїзд від'їжджає, а вони залишаються на пероні. Та одного вечора вони нарешті наважуються і в останній момент, без квитків, заскакують до вагону. Небезпечна подорож починається. Та чи зможуть двоє дітей доїхати до мети і знайти батька?

## Ролі виконують
- Михаліс Зеке — Олександр
- Таня Палеологу — Вула
- Стратос Цорцоглу[el] — Орест
- Крістофер Незер[el] —
- Єва Котаманіду[el] —

## Навколо фільму
- Фільм входить до списку «1001 фільм, які ви повинні побачити перед смертю»[en].
- За даними опитування журналу Times, фільм займає 4-те місце у списку 200 найкращих за всі часи.

## Нагороди
- 1988 Нагорода 45 Венеційського кінофестивалю:
  - Премія «Срібний лев» за найкращий фільм — Тодорос Ангелопулос
  - Приз ФІПРЕССІ — Тодорос Ангелопулос
  - Премія Пазінетті — Тодорос Ангелопулос
- 1988 Нагорода Чиказького міжнародного кінофестивалю:
  - нагорода «Срібний Г'юго» найкращому режисерові — Тодорос Ангелопулос
- 1989 Нагорода «Європейський кіноприз» Європейської кіноакадемії:
  - за найкращий фільм
- 1989 Нагорода Берлінського міжнародного кінофестивалю:
  - Нагорода Міжнародний форум нових фільмів — Тодорос Ангелопулос